# Аксу (район Шал акына)
Аксу (каз. Ақсу) — село в районе Шал акына Северо-Казахстанской области Казахстана. Входит в состав Новопокровского сельского округа. Код КАТО — 595643200.

## Население
В 1999 году население села составляло 311 человек (159 мужчин и 152 женщины). По данным переписи 2009 года, в селе проживало 239 человек (119 мужчин и 120 женщин).